# Cypřišek

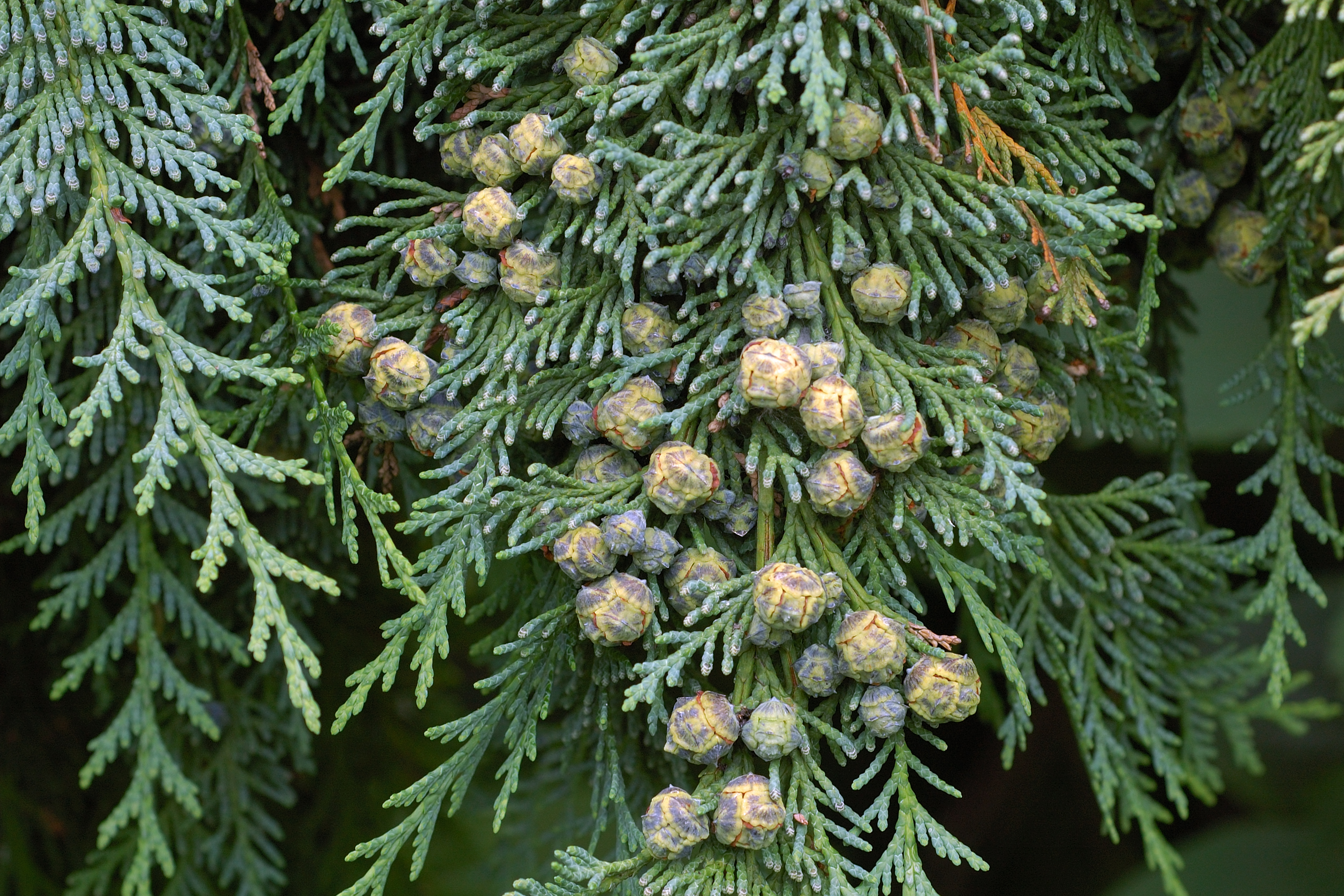
Větev cypřišku Lawsonova se samičími šišticemi

Cypřišek (Chamaecyparis) je rod stálezelených stromů nebo keřů z  čeledě cypřišovitých, ve které je zařazen do podčeledě Cupressoideae.

## Rozšíření
Původ tohoto rodu je v Severní Americe a východní Asii. Odtud se rozšířil takřka celosvětově do okrasných zahrad, kde se mnohé druhy s oblibou pěstují.

## Popis
Cypřišky jsou jednodomé dřeviny pyramidálního tvaru, dorůstající i do 65 m, mají hnědou kůru, která se odlupuje v šupinách nebo v pruzích, u starších jedinců bývá tlustá i přes 20 cm a hluboce brázditá. Jednožilné dorziventrální listy jsou šupinovité dvoutvaré, juvenilní jsou šídlovité. Bývají sestavené ve čtyřech řadách kolem zploštělých vějířovitých větviček uspořádaných do roviny. Lícní páry listů, vejčité až kosočtverečné, jsou hustě nahloučeny, postranní člunkovité překrývají okraje lícních párů.
Samčí šištice žluté nebo červené barvy jsou podlouhlé nebo vejcovité, obsahují 6 až 8 mikrosporofylů, z nichž každý má 2 až 4 prašná pouzdra. Samičí šištice zelené nebo nafialovělé barvy veliké cca 10 mm vyrůstají jednotlivě na konci větviček, jsou kulovitého, vejčitého nebo podlouhlého tvaru, mají po 8 až 12 tlustých šupinách štítnatě uspořádaných, každá fertilní nese 1 až 5 vajíček, některé dozrávají až druhým rokem. Po opylení, které může proběhnout od března do května, uzrávají semena 6 až 8 měsíců, šišky pak zhnědnou. Zralé semeno má úzké postranní blanité křidélko.

## Význam
Kromě klasického používání na stavební dřevo, výrobu celulózy a papíru se cypřišky, u kterých bylo šlechtěním dosaženo veliké variability ve velikosti, tvaru i barvy, používají s úspěchem v okrasném zahradnictví, kde je k dispozici asi 400 kultivarů.
V asijské medicíně se výtažků z nich požívá k léčbě neuralgie a slouží jako diuretika a afrodiziaka. Dále bylo zjištěno, že mají účinky analgetické, antibiotické, protinádorové a vazorelaxační.

## Taxonomie

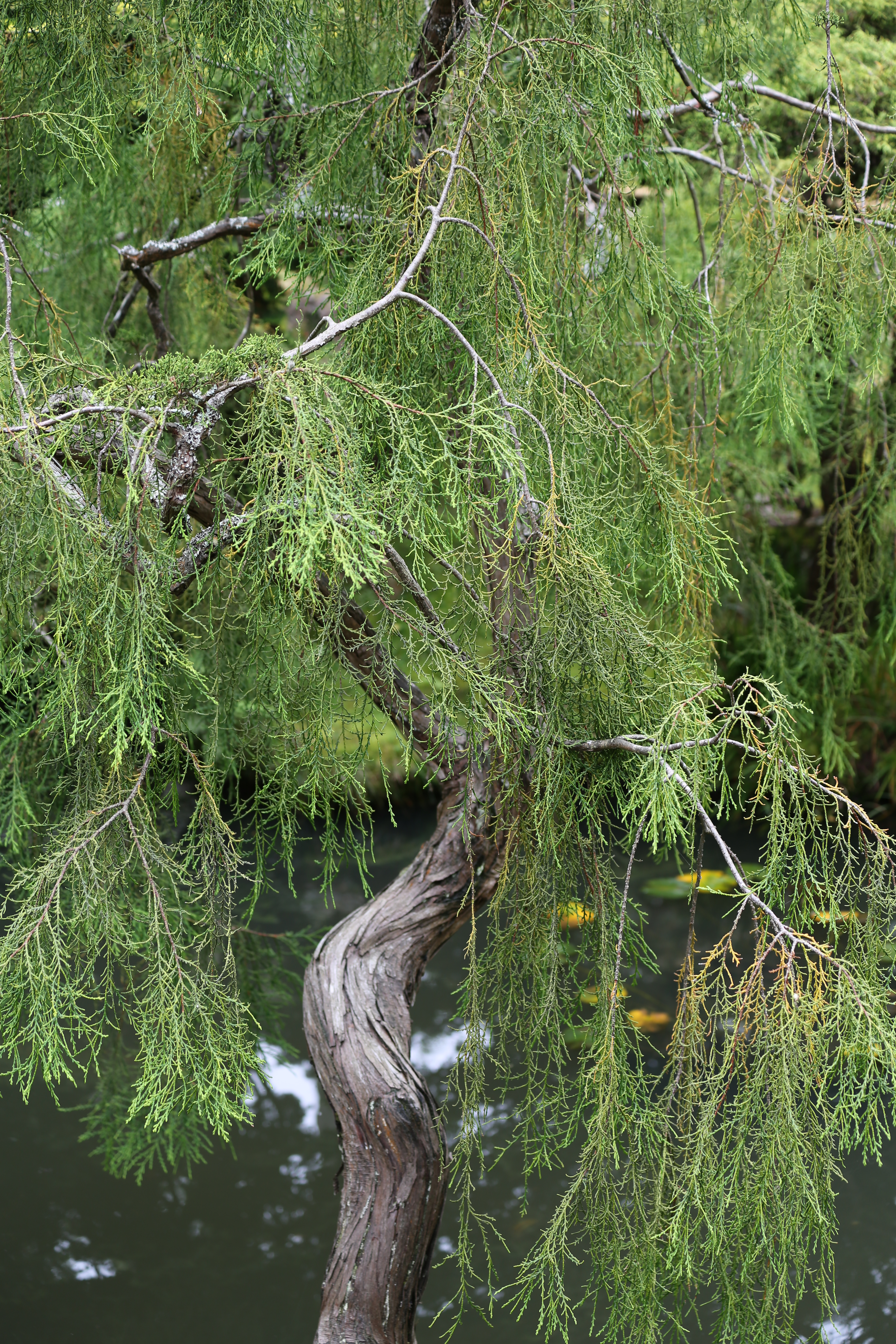
Cypřišek hrachonosný v japonské zahradě

Obecně je uznáváno těchto 5 druhů:
- cypřišek tchajwanský (Chamaecyparis formosensis) – endemit Tchaj-wanu
- cypřišek Lawsonův (Chamaecyparis lawsoniana) – západní pobřeží USA
- cypřišek tupolistý (Chamaecyparis obtusa) – Japonsko, Tchaj-wan
- cypřišek hrachonosný (Chamaecyparis pisifera) – Japonsko
- cypřišek zeravovitý (Chamaecyparis thyoides) – bažinné lesy východu a jihovýchodu USA

Dříve byly do rodu Chamaecyparis řazeny ještě druhy: 
- cypřišek Hodginsův (jako Chamaecyparis hodginsii, nyní vydělovaný do monotypického rodu Fokienia jako Fokienia hodginsii) – východní Čína a Indočína[6]

- cypřišek nutkajský – v aktuálních systémech přeřazen zpět do rodu Cupressus[7], popřípadě je vydělován do některého z novějších rodů Callitropsis[1] či Xanthocyparis; pacifické pobřeží Severní Ameriky[5]